# دبرا آرلین
دبرا آرلین (انگلیسی: Debra Arlyn؛ زادهٔ ۲۷ فوریهٔ ۱۹۸۶) خواننده-ترانه‌پرداز، موسیقی‌دان و پیانیست اهل اورگان در ایالات متحده آمریکا است. وی از سال ۲۰۰۶ میلادی تاکنون در زمینه موسیقی پاپ، جاز و ریتم اند بلوز مشغول فعالیت بوده است. اشعار او معمولاً شامل محتوای عاشقانه است که بر روی قطعات پیانو اجرا می‌شود. او به دلیل داشتن صدای قدرتمند مورد توجه قرار گرفته است. او به‌طور مستقل سه آلبوم بلند و یک آلبوم کوتاه منتشر کرده است.

## اوایل زندگی
دبرا آرلین در ۲۷ فوریه ۱۹۸۶ در کوروالیس، اورگان به دنیا آمد. مادرش والری، خانه‌دار و پدرش تونی، یک موسیقی‌دان و تاجر است. او اصالتاً لهستانی و ایرلندی‌تبار است.[۱] او در شهر کوروالیس بزرگ شد و زمان خود را با آواز خواندن در مدرسه و گروه‌های کر کلیسا می‌گذراند. هنگامی که او ۱۵ ساله بود، با الهام از هنرمندانی مانند کارول کینگ و فیونا اپل شروع به آموزش نواختن پیانو با ترانه‌های نوشته شده توسط خودش کرد. در ۱۸ سالگی، او در شوهای استعدادیابی محلی و رویدادهای کلیسا اجرا می‌کرد.

## پیشه هنری
آرلین به اورگان بازگشت، جایی که نوازندگان محلی و مدیران استعدادیاب علاقه‌مند به همکاری با او بودند. او در نهایت به نشویل در تنسی رفت تا مجموعه‌ای از آهنگ‌ها را برای یک سی‌دی دمو به نام «آن دختر من هستم» ضبط کند، این دمو به‌طور محلی فروخته شد. پس از آن دمو، آرلین در یک کالج محلی ثبت نام کرد اما پس از یک سال آن را ترک کرد تا به‌طور تمام وقت روی حرفه موسیقی تمرکز کند. آرلین پدرش را به عنوان مدیر برنامه خود انتخاب کرد و قطعاتی نوشت که در اولین سی دی او به نام Thinking Out Loud قرار گرفت. در طول این مدت، آرلین تصمیم گرفت به جای رفتن به لس آنجلس یا نشویل، روی نواختن و نوشتن موسیقی به صورت محلی تمرکز کند و در صورت نیاز برای رویدادها یا جلسات هنری به لس آنجلس و نشویل سفر کند.
آلبوم فردا روزی جدید است در آوریل ۲۰۰۸ منتشر شد. در همان ماه، آرلین با دوست پسر دو ساله خود در مراسمی در کوروالیس ازدواج کرد. او برای آلبوم خود یک تور محلی برگزار کرد در حالی که در اواخر سال ۲۰۰۹ یک آلبوم کوتاه را نیز منتشر کرد به تور خود ادامه داد تا اینکه در فوریه ۲۰۱۰ متوجه شد که باردار است. آرلین در اواخر سال یک دختر به نام ایوی به دنیا آورد. آرلین مدتی بعد اعلام کرد که هنوز در حال نوشتن است و تولید آلبوم جدید خود را در تابستان ۲۰۱۱ در نشویل آغاز خواهد کرد. آلبوم بلند بعدی او به نام ضربان قلب در نشویل ضبط و در مارس ۲۰۱۲ منتشر شد. آرلین کنسرت بزرگی در محل مورد علاقه خود در پورتلند برگزار کرد تا انتشار آلبوم را جشن بگیرد. پس از این کنسرت، آرلین دوباره از موسیقی فاصله گرفت و مدتی بعد دختر دومش به نام کلویی به دنیا آمد.